# Радунка (озеро)
Радунка (Райдуга, Райдужне) — озеро у Дніпровському районі міста Києва між Райдужним масивом та Воскресенськими та Русанівськими садами. 2017 року території, прилеглі до озера, отримали статус ландшафтного заказника місцевого значення.

## Історичні дані

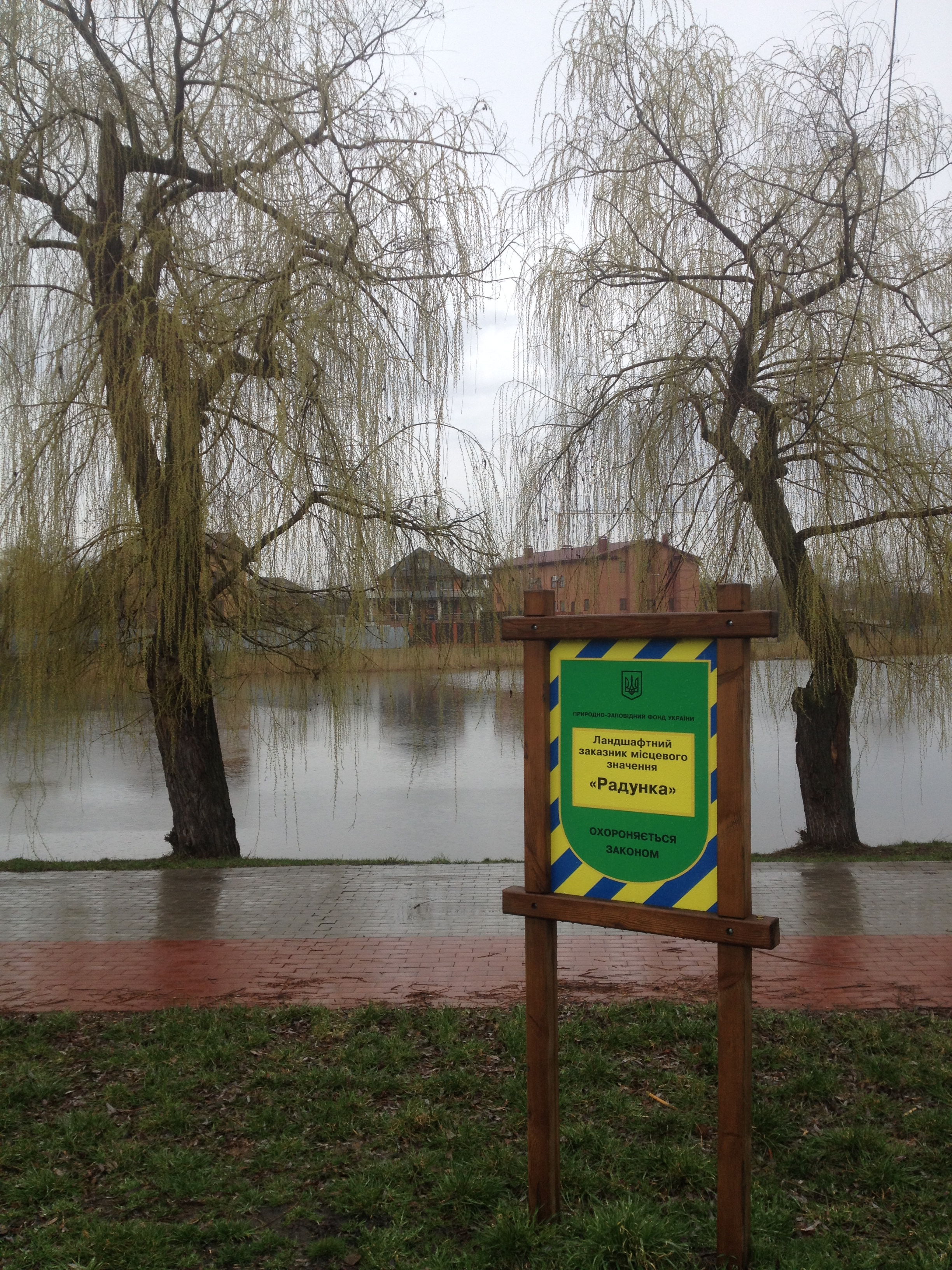
Знак ПЗФ України

Старичне озеро, яке під час весняних повеней сполучалося з Чорториєм. Разом із озерами Малинівка, Гнилуша і багатьма ставами на Русанівських садах озеро Райдужне вважають за «сліди меандрування Десенки». Оскільки гідроніми та топоніми з коренями «рад» або «род» фіксуються від села Вигурівщина до сучасного озера Радунка, є гіпотеза, що тут протікав довгий рукав Десенки. Можливо, озеро згадане у повідомленні Іпатієвського літопису від 1151 року: «и поиде Гюрги к Киеву и сташа в Родуни (Родоунии)» .
У 1-й половині 1980-х років довкола озера збудовано житловий масив Райдужний.

## Гідрологічні параметри
Витягнуте в напрямку південь-північ, озеро має довжину 1,4 км, поділене штучним передмостовим насипом і містком на ділянки приблизно 1 км та 400 м, ширина протоки під містком — 15 м, середня ширина озера 100 м, максимальна (в районі залізничної платформи «Воскресенка») — близько 220 м; площа понад 15 га; середня глибина три, а подекуди до шести метрів. Взимку, за нормальних температурних умов, озеро вкривається кригою, яка сходить лиш у другій половині березня, часто тримається до квітня. Товща криги становить у середньому 20 см. Тому в холоди тут розчищають природні ковзанки.

## Відпочинкова інфраструктура

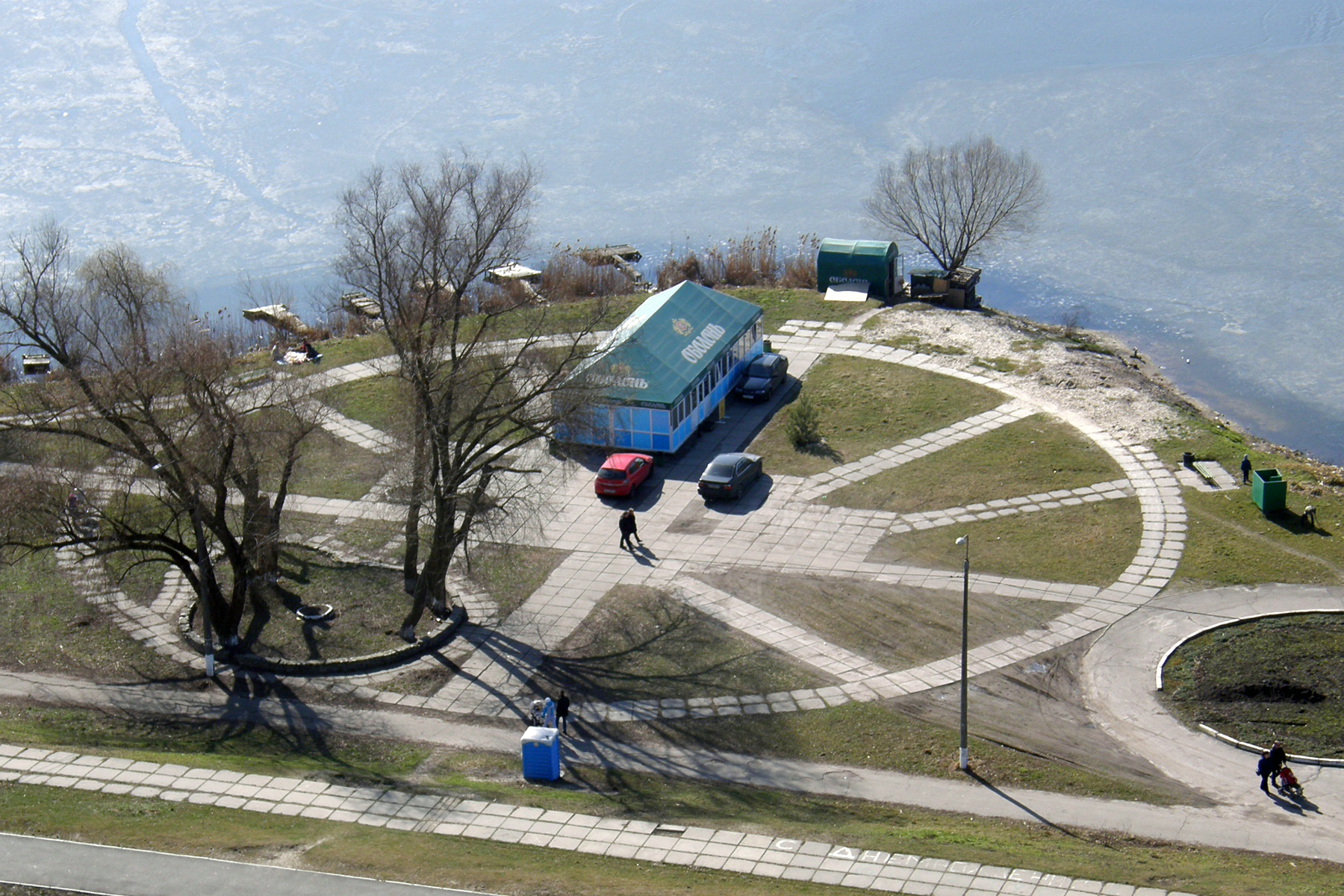

На берегах позначені (бідно облаштовані) три пляжі, станція прокату човнів, спортивний майданчик, четверо дитячих майданчика. 2018 року на одній з алей вздовж озера з'явились альтанки з обладнанням для пікніків. На берегах працюють декілька закладів з алкоголем і наїдками, ресторан, кіоски. Частими є випадки потоплення на озері. Райдужне регулярно з'являється в списках місць літнього відпочинку киян: як серед найкращих, так і серед тих, де не рекомендовано купання.

## Біота

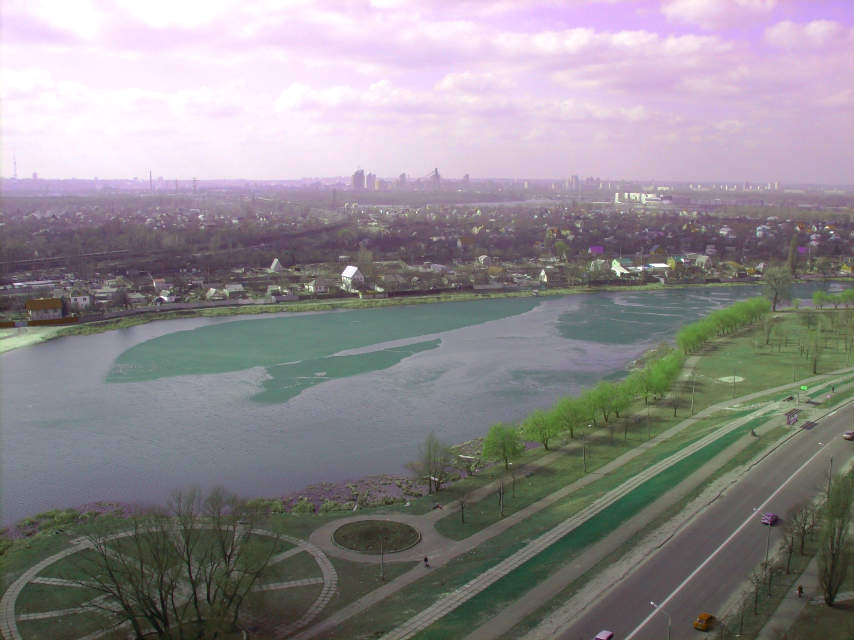
Найширша ділянка озера Райдужне, березень 2009

Водойма обрамлена очеретами, рогозом, на плесі можна побачити латаття біле і жовте, біля води росте багато верб, в товщі води багато водоростей. Є риба, живуть дикі качки, мартини, лиски, бугайчики, прилітають на водопій ластівки, можна зустріти жабу, ондатру або болотну черепаху європейську. 2018 року громада прилеглих масивів організувала зариблення озера.

## Екологічні проблеми
Громадою регулярно фіксуються порушення з боку власників закладів, автовласників та й простих відпочивальників. Проблемою є також те, що дачні ділянки на західному березі озера не під'єднані до централізованої міської каналізації. А через будівництво частини Подільсько-Воскресенського мостового переходу рекреаційна привабливість і екологічна ситуація на озері Райдуга може іще погіршитись.
2017 року для вирішення проблем Райдужного, захисту берегів озера від забудовників, громада домоглася надання приозерним територіям статусу ландшафтного заказника. Також згадується про добровільні чергування задля захисту риби від бракон'єрів у період нересту і від застосування електровудок.

## Джерело
- Київ. Історична енциклопедія. 1917—2000 роки.